# Мушинка (Малопольське воєводство)
Муши́нка (пол. Muszynka) — село в Польщі, на Лемківщині, у гміні Криниця-Здруй Новосондецького повіту Малопольського воєводства.
Населення — 443 особи (2011).

## Географія
У селі бере початок річка Мушинка.

## Історія
Давнє лемківське село відоме з 1350 року, з 1636 відомо про існування тут греко-католицької парафії та церкви. Цю давню церкву святого Апостола Івана Богослова парафіяни берегли понад 400 років. З 1638 р. велися метричні книги. В 1843 р. Мушинку приєднано до Тилицької парафії як дочірну.
18 червня (6 за старим стилем) 1849 року для придушення угорського заколоту з Грибова на Бартфельд через село пройшли російські війська генерал-лейтенанта Лабинцова (п'ята піхотна дивізія, дві стрілецькі та дві саперні роти і три сотні донських козаків).
З листопада 1918 по січень 1920 село входило до складу Лемківської Республіки. В селі була москвофільська читальня імені Качковського.
До середини XX ст. в регіоні переважало лемківсько-українське населення. У 1939 році було 760 жителів (750 українців і 10 поляків). До 1945 р. в селі була дочірня греко-католицька церква парафії Тилич Мушинського деканату.
Згодом, у період між 1945 і 1947 роками, в цьому районі тривала боротьба підрозділів УПА проти радянських і польських військ. 274 з тих, хто вижив, в липні 1947 року під час Операції Вісла були депортовані на понімецькі землі Польщі.
У 1975—1998 роках село належало до Новосондецького воєводства.

## Пам'ятки
З XVIII сторіччя походить церква Івана Богослова, у XIX — перебудована, на зламі XIX і XX — виконано внутрішні поліхромні розписи. Після депортації українців перетворена на костел.

## Демографія
Демографічна структура станом на 31 березня 2011 року:
|          | Загалом | Допрацездатний вік | Працездатний вік | Постпрацездатний вік |
| -------- | ------- | ------------------ | ---------------- | -------------------- |
| Чоловіки | 231     | 58                 | 162              | 11                   |
| Жінки    | 212     | 62                 | 112              | 38                   |
| Разом    | 443     | 120                | 274              | 49                   |